# Шакаришвили, Гули Алиевна
Гули Алиевна Шакаришвили (1926 год, село Хуцубани, Кобулетский район, Аджарская АССР, Грузинская ССР — июнь 1982 года, село Хуцубани, Кобулетский район, Грузинская ССР) — колхозница колхоза имени Сталина Хуцубанского сельсовета Кобулетского района, Грузинская ССР. Герой Социалистического Труда (1949).

## Биография
Родилась в 1932 году в крестьянской семье в селе Хуцубани. После окончания местной неполной средней школы с 1946 года трудилась в чаеводческом звене Айши Кезетовны Джиджавадзе в колхозе имени Сталина Кобулетского района. Позднее трудилась в комсомольско-молодёжном звене Хурие Ахмедовны Бабуладзе.
В 1948 году собрала 6101 килограмм сортового зелёного чайного листа на участке площадью 0,5 гектара. Указом Президиума Верховного Совета СССР от 29 августа 1949 года удостоена звания Героя Социалистического Труда за «получение высоких урожаев сортового зелёного чайного листа и цитрусовых плодов в 1948 году» с вручением ордена Ленина и золотой медали «Серп и Молот» (№ 4534).
Этим же Указом званием Героя Социалистического Труда были также награждены труженицы колхоза имени Сталина Кобулетского района колхозницы Фериде Сулеймановна Давитадзе, Тунтула Хусаиновна Моцкобили, Хурие Ахмедовна Бабуладзе, Аиша Мемедовна Джиджавадзе, Гули Хусаиновна Джиджавадзе и Фадиме Хасановна Катамадзе.
За выдающиеся трудовые достижения по итогам 1949 года была награждена вторым Орденом Ленина.
Проживала в родном селе Хуцубани. Умерла в июне 1982 году.
Награды
- Герой Социалистического Труда
- Орден Ленина — дважды (1949; 19.07.1950)